# Peille
Peille – miejscowość i gmina we Francji, w regionie Prowansja-Alpy-Lazurowe Wybrzeże, w departamencie Alpy Nadmorskie.
Według danych na rok 1990 gminę zamieszkiwało 1836 osób, a gęstość zaludnienia wynosiła 43 osoby/km² (wśród 963 gmin regionu Prowansja-Alpy-W. Lazurowe Peille plasuje się na 281. miejscu pod względem liczby ludności, natomiast pod względem powierzchni na miejscu 191.).